# Фегерль, Штефан
Штефан Фегерль (нем. Stefan Fegerl; 12 сентября 1988; Гмюнд) — австрийский игрок в настольный теннис, чемпион Европы в парном и командном разрядах.

## Карьера
Заявил о себе на международной арене на чемпионате Европы среди молодежи 2005 года, где стал серебряным призёром. В 2011, 2012 и 2014 годах становился чемпионом Австрии в одиночном разряде, а в 2013 году первые вошел в топ-100 лучших настольных теннисистов мира. В 2007 году в первый раз принял участие в чемпионате мира, на которых в 2012 и 2014 годах становился пятым в командном разряде. В теннисном турнире Европейских игр в Баку стал бронзовым призёром в командном разряде.
Осенью 2015 года, на чемпионате Европы в Екатеринбурге, в командном разряде и вместе с португальским теннисистом Жуаном Монтейру стал чемпионом. В этом же году, он впервые принял участие в финале мирового тура, который прошёл в Варшаве. После победы над действующим олимпийским чемпионом Чжан Цзикэ, он проиграл в финале другому китайскому теннисисту Фань Чжэньдуну. На чемпионате мира в декабре, смог обыграть Роберта Гардоша, после чего стал лучшим австрийцем в мировом рейтинге.
В 2016 вновь стал чемпионом Австрии и победителем Кубка ETTU. Пройдя квалификацию на Олимпийские игры в Рио-де-Жанейро, проиграл в третьем раунде японскому спортсмену Коки Нива, а в командном разряде проиграл в четвертьфинале команде Германии.

## Личная жизнь
Женат на австрийской спортсменке китайского происхождения Ли Цяньбин.